# Nicky Kuiper
Nicky Kuiper (ur. 7 czerwca 1989 roku w Arnhem) – holenderski piłkarz grający na pozycji obrońcy. Obecnie występuje w klubie FC Eindhoven. Karierę rozpoczynał w klubie SBV Vitesse.